# Mazeirat
Mazeirat é uma comuna francesa na região administrativa da Nova Aquitânia, no departamento de Creuse. Estende-se por uma área de 7,8 km². Em 2010 a comuna tinha 132 habitantes (densidade: 16,9 hab./km²).